# Азеведо Перейра, Педро Энрике
Пе́дро Энри́ке Азеве́до Пере́йра (порт.-браз. Pedro Henrique Azevedo Pereira, род. 11 июля 2002, Салвадор) — бразильский футболист, защитник донецкого «Шахтёра».

## Клубная карьера
Педриньо — воспитанник клуба «Витория». 30 января 2021 года в матче против «Гремио Бразил» он дебютировал в бразильской Серии B. В том же году Педриньо перешёл в «Атлетико Паранаэнсе». 10 октября в матче против «Баии» он дебютировал в бразильской Серии A. В 2023 году Педриньо стал победителем Лиги Паранаэнсе. 

## Достижения

### Клубные
«Атлетико Паранаэнсе»
- Победитель Лиги Паранаэнсе: 2023
- Обладатель южноамериканского Кубка: 2021

«Шахтёр» (Донецк)
- Чемпион Украины: 2023/24
- Бронзовый призёр чемпионата Украины: 2024/25
- Обладатель Кубка Украины (2): 2023/24, 2024/25